# Грчка православна црква - термин
Грчка православна црква (Ἑλληνορθόδοξη Ἐκκλησία, Ellinorthódoxi Ekklisía) је термин који може да означава једну од три категорије хришћанских цркава, које су на неки начин повезане са грчким хришћанством, левантинским арапски говорећим хришћанима или шире са обредом који се користио у Источном Римском Царству:
- У ширем смислу, термин се односи на „цело тело православног (халкидонског) хришћанства“, понекад називаног и „источно православно“, „грчко католичанство“ или генерално „грчка црква“.[1]
- У ужем смислу, односи се на „било коју од неколико аутокефалних цркава у оквиру светске заједнице источно православних цркава које задржавају употребу грчког језика у формалним црквеним контекстима“. У том смислу, грчке православне цркве су: Цариградска патријаршија, патријаршије у Александрији, Антиохији и Јерусалиму, као и Црква Грчке и Црква Кипра.[1]
- Треће значење односи се на Цркву Грчке, источноправославну цркву која делује у оквирима савремене државе Грчка.

## Етимологија
Историјски, термин „грчка православна“ користио се за све источноправославне цркве, јер реч „грчки“ може да означава наслеђе Византијског царства. Током првих осам векова хришћанске историје, већина значајних интелектуалних, културних и друштвених развоја у хришћанској цркви одиграла се у Византијском царству или у његовој сфери утицаја, где се широко говорио грчки језик и користио за већину теолошких списа. Главни град царства, Цариград, био је рани важан центар хришћанства, а његове литургијске праксе, традиције и догме постепено су прихваћене у целом Источно православље, и још увек представљају основне обрасце савременог православља. Тако су источноправославни почели да се називају „грчким“ православнима на исти начин као што су западни хришћани постали познати као римокатолици. Међутим, назив „грчки“ је одбачен од стране словенских и других источноправославних цркава као део националног буђења својих народа, почевши већ од 10. века н.е. Тако је почетком 21. века уобичајено да се „грчким православним“ називају само оне цркве које су највише повезане са грчком или византијском културом и етницитетом.
Грчко православље је такође дефинисано као верска традиција која је укорењена у очувању грчког идентитета. Према процени владе САД из 2022, 81-90% становништва Грчке идентификује се као грчки православци.

## Историја
Грчке православне цркве су потомци цркава које су основали апостоли на Балкану и Блиском истоку током првог века н.е., као и чувари многих древних црквених традиција.

## Цркве
- Четири старе патријаршије:
  - Цариградска патријаршија, на челу са цариградским патријархом, који је такође „први међу једнакима“ у источноправославној цркви
    - Полуаутономна архиепископија Крита
    - Грчка православна архиепископија Америке
    - Грчка православна архиепископија Аустралије
    - Грчка православна архиепископија Канаде
    - Грчка православна архиепископија Италије
    - Грчка православна архиепископија Фиатире и Велике Британије

  - Грчка православна црква Александрије
  - Грчка православна црква Антиохије
    - Антиохијска православна архиепископија Аустралије, Новог Зеланда и Филипина
    - Антиохијска православна архиепископија Буенос Ајреса и целе Аргентине
    - Антиохијска православна архиепископија Француске, Западне и Јужне Европе
    - Антиохијска православна архиепископија Немачке и Централне Европе
    - Антиохијска православна архиепископија Мексика, Венецуеле, Централне Америке и Кариба
    - Антиохијска православна хришћанска архиепископија Северне Америке
    - Антиохијска православна архиепископија Сантијага и целог Чилеа
    - Антиохијска православна архиепископија Сао Паола и целе Бразила
    - Антиохијска православна архиепископија Британских острва и Ирске

  - Грчка православна црква Јерусалима
    - Аутономна Црква Синаја
- Аутокефалност потврђена на Сабору у Ефесу
  - Црква Кипра
- Модерна аутокефална црква:
  - Црква Грчке